# Гірко Прокіп Андрійович
Гірко Прокіп Андрійович (*08(20)/07/1892 в с. Текелине Олександрійського пов., Херсонської губ. (нині — Василівка — †02/08/1973, Київ) — український вчений, педагог, професор кафедри агрохімії та ґрунтознавства УСГА, доктор сільськогосподарських наук .

## Життєпис
Закінчив Харківський університет (1921), ймовірно перший науковий ступінь отримав в Харківському сільськогосподарському інституті (1929).
Працював у Центральній агрохімічній лабораторії Народного комісаріату землеробства УРСР (1928–30). Ступінь професора отримав в 1932 р. Від 1931 — завідувач кафедри агрохімії Київського агроекономічного інституту (згодом об'єднаний з Київським інститутом механізації та електрифікації сільського госп-ва), за сумісництвом — завідувач агрохімічного відділу Всесоюзного інституту махорк. промисловості (від 1930) та лабораторії Українського НДІ хімізації (1935).
Від 1936 — професор кафедри агрохімії Київського сільськогосподарського інституту, де з перервами був заступником директора з наукової і навчальної частини, деканом факультету ґрунтознавства й агрохімії, директором (1937).
Під час ІІ-ї світової війни — у Казахстанському інституті землеробства (Алма-Ата, нині Алмати): старший науковий співробітник, завідувач агрохімічної лабораторії, завідувач відділу зернових культур, в. о. директора.
Від 1944 р. доктор наук, професор Української сільськогосподарської академії. Викладав курс «Агрономічна хімія». Підготував 28 кандидатів наук. Розробляв проблеми родючості ґрунтів та врожайності с/г культур. Автор 30 друкованих праць.
Розробляв проблеми підвищення родючості ґрунту та врожайності тютюну і махорки, зокрема вивчав вплив на врожай і якість, а також рівень накопичення нікотину в сортах махорки різних форм добрив та їхніх комбінацій залежно від часу внесення. Досліджував ефективність каратауських фосфоритів під с.-г. культури. Розробив системи удобрення махорки, проса та гречки.

### Нагороди
Нагороджений орденами Леніна та Трудового Червоного Прапора.